# Petrus Brunnmark
Petrus Brunnmark född 22 november 1717 i Köping  , död 31 oktober 1794 i Falun var en svensk präst.

## Biografi
Petrus Brunnmark föddes 1717 i Köping. Han var son till rådmannen Petrus Brunnmark och Christina Ekebom. Brunnmark blev 1740 student vid Uppsala universitet och avlade 1746 magisterexamen. Han prästvigd 9 maj 1747 och blev 1751 vice pastor i Västerås domkyrkoförsamling. Från 1751 var han även lektor i historia och moral vid Västerås gymnasium. Han var rektor vid gymnasiet 1758 och 1764.
Brunnmark blev 21 oktober 1767 kyrkoherde i Falu stads och Stora Kopparbergs församlingar, tillträdde 1768. Han utnämndes 1768 till prost och var predikant vid prästmötet 1773. Brunnmark blev 1777 kontraktsprost i Stora Tuna kontrakt och var vice preses vi prästmötet 1775, samt ordinarie preses vid prästmötet 1779. Han utnämndes 1786 till ledamot av Nordstjärneorden. Brunnmark avled 1794 i Falun och begravdes med predikan av komminister E. Hammaström.
Han promoverades till filosofie magister 1760 och till teologie doktor 1779 vid Uppsala universitet. 

### Familj
Brunnmark gifte sig 10 oktober 1758 med Sara Brita Swedelius (1741–1825), dotter till domprosten Jacob Svedelius i Västerås församling. De fick tillsammans barnen studenten Jacob Brunnmark, Anna Catharina Brunnmark som var gift med guldarbetaren och silverarbetaren P. Hanngren, assessorn Pehr Brunnmark, Sara Margareta Brunnmark som var gift med kyrkoherden Samuel Nisser i Västra Vingåkers församling och bergsrådet Gustaf Broling i Stockholm, teologie doktorn Gustaf Brunnmark och Maria Elisabeth Brunnmark som var gift med kyrkoherden N. A. Netzel i Husby församling.